# Coppa del Mondo di slittino su pista naturale 2013
La Coppa del Mondo di slittino su pista naturale 2012-13, ventunesima edizione della manifestazione organizzata dalla Federazione Internazionale Slittino, è iniziata il 28 dicembre 2012 a Lasa, in Italia e si è conclusa il 28 febbraio 2013 a Vatra Dornei, in Romania. Si sono disputate diciotto gare, sei nel singolo uomini, nel singolo donne e nel doppio in cinque differenti località.
Nel corso della stagione si sono tenuti anche i campionati mondiali a Nova Ponente, in Italia, competizione non valida ai fini della Coppa del Mondo.

## Risultati
| Data             | Località         | Nazione | Specialità       | Primi classificati                      | Secondi classificati                    | Terzi classificati                               |
| ---------------- | ---------------- | ------- | ---------------- | --------------------------------------- | --------------------------------------- | ------------------------------------------------ |
| 30 dicembre 2012 | Lasa             | Italia  | Donne – Singolo  | Ekaterina Lavrent'eva Russia            | Greta Pinggera Italia                   | Evelin Lanthaler Italia                          |
| 30 dicembre 2012 | Lasa             | Italia  | Uomini – Singolo | Patrick Pigneter Italia                 | Thomas Schopf Austria                   | Hannes Clara Italia                              |
| 29 dicembre 2012 | Lasa             | Italia  | Doppio           | Patrick Pigneter Florian Clara Italia   | Christian Schopf Andreas Schopf Austria | Pavel Poršnev Ivan Lazarev Russia                |
| 13 gennaio 2013  | Moso in Passiria | Italia  | Donne – Singolo  | Ekaterina Lavrent'eva Russia            | Evelin Lanthaler Italia                 | Melanie Schwarz Italia                           |
| 13 gennaio 2013  | Moso in Passiria | Italia  | Uomini – Singolo | Thomas Kammerlander Austria             | Patrick Pigneter Italia                 | Hannes Clara Italia e Michael Scheikl Austria    |
| 12 gennaio 2013  | Moso in Passiria | Italia  | Doppio           | Patrick Pigneter Florian Clara Italia   | Christian Schopf Andreas Schopf Austria | Pavel Poršnev Ivan Lazarev Russia                |
| 20 gennaio 2013  | Umhausen         | Austria | Donne – Singolo  | Ekaterina Lavrent'eva Russia            | Melanie Schwarz Italia                  | Evelin Lanthaler Italia                          |
| 19 gennaio 2013  | Umhausen         | Austria | Uomini – Singolo | Patrick Pigneter Italia                 | Hannes Clara Italia                     | Thomas Kammerlander Austria                      |
| 20 gennaio 2013  | Umhausen         | Austria | Doppio           | Pavel Poršnev Ivan Lazarev Russia       | Patrick Pigneter Florian Clara Italia   | Christian Schopf Andreas Schopf Austria          |
| 3 febbraio 2013  | Kindberg         | Austria | Donne – Singolo  | Ekaterina Lavrent'eva Russia            | Greta Pinggera Italia                   | Ljudmila Arsenenko Russia                        |
| 3 febbraio 2013  | Kindberg         | Austria | Uomini – Singolo | Hannes Clara Italia                     | Alex Gruber Italia                      | Thomas Kammerlander Austria                      |
| 2 febbraio 2013  | Kindberg         | Austria | Doppio           | Patrick Pigneter Florian Clara Italia   | Hannes Clara Stefan Gruber Italia       | Christian Schopf Andreas Schopf Austria          |
| 24 febbraio 2013 | Vatra Dornei     | Romania | Donne – Singolo  | Ekaterina Lavrent'eva Russia            | Evelin Lanthaler Italia                 | Greta Pinggera Italia                            |
| 24 febbraio 2013 | Vatra Dornei     | Romania | Uomini – Singolo | Patrick Pigneter Italia                 | Michael Scheikl Austria                 | Dominik Holzknecht Austria                       |
| 23 febbraio 2013 | Vatra Dornei     | Romania | Doppio           | Patrick Pigneter Florian Clara Italia   | Christian Schopf Andreas Schopf Austria | Christop Regensburger Dominik Holzknecht Austria |
| 28 febbraio 2013 | Vatra Dornei     | Romania | Donne – Singolo  | Ekaterina Lavrent'eva Russia            | Evelin Lanthaler Italia                 | Greta Pinggera Italia                            |
| 28 febbraio 2013 | Vatra Dornei     | Romania | Uomini – Singolo | Patrick Pigneter Italia                 | Michael Scheikl Austria                 | Thomas Kammerlander Austria                      |
| 27 febbraio 2013 | Vatra Dornei     | Romania | Doppio           | Christian Schopf Andreas Schopf Austria | Aleksandr Egorov Petr Popov Russia      | Patrick Pigneter Florian Clara Italia            |

## Classifiche

### Singolo uomini
| Pos. | Nome                | Nazione | LAS | MOS | UMH | KIN | VAT1 | VAT2 | Totale |
| ---- | ------------------- | ------- | --- | --- | --- | --- | ---- | ---- | ------ |
| 1    | Patrick Pigneter    | Italia  | 1   | 2   | 1   | 9   | 1    | 1    | 524    |
| 2    | Hannes Clara        | Italia  | 3   | 3   | 2   | 1   | 4    | 5    | 440    |
| 3    | Thomas Kammerlander | Austria | 4   | 1   | 3   | 3   | 6    | 3    | 420    |
| 4    | Michael Scheikl     | Austria | 6   | 3   | 7   | 5   | 2    | 2    | 391    |
| 5    | Thomas Schopf       | Austria | 2   | 5   | 5   | 4   | 8    | 7    | 343    |
| 6    | Stanislav Kovšik    | Russia  | 7   | 11  | 9   | 8   | 10   | 6    | 247    |
| 7    | Jurij Talich        | Russia  | 11  | 12  | 11  | 12  | 7    | 4    | 238    |
| 8    | Alex Gruber         | Italia  | -   | 7   | 6   | 2   | 9    | 30   | 231    |
| 9    | Adam Jedrzejko      | Polonia | 12  | 8   | 12  | 11  | 12   | 11   | 206    |
| 10   | Florian Clara       | Italia  | 24  | 26  | 4   | 31  | 5    | 8    | 199    |

### Singolo donne
| Pos. | Nome                  | Nazione  | LAS | MOS | UMH | KIN | VAT1 | VAT2 | Totale |
| ---- | --------------------- | -------- | --- | --- | --- | --- | ---- | ---- | ------ |
| 1    | Ekaterina Lavrent'eva | Russia   | 1   | 1   | 1   | 1   | 1    | 1    | 600    |
| 2    | Evelin Lanthaler      | Italia   | 3   | 2   | 3   | 4   | 2    | 2    | 455    |
| 3    | Greta Pinggera        | Italia   | 2   | 4   | 4   | 2   | 3    | 3    | 430    |
| 4    | Ljudmila Arsenenko    | Russia   | 5   | 8   | 5   | 3   | 6    | 7    | 318    |
| 5    | Melanie Schwarz       | Italia   | 15  | 3   | 2   | 5   | 15   | 5    | 317    |
| 6    | Tina Unterberger      | Austria  | 6   | 7   | 8   | 9   | 4    | 4    | 297    |
| 7    | Veronika Nachmann     | Germania | 10  | 11  | 9   | 12  | 5    | 8    | 238    |
| 8    | Christina Götschl     | Austria  | 8   | 10  | 7   | 10  | 11   | 13   | 224    |
| 9    | Petra Dragicevic      | Slovenia | 12  | 14  | 13  | 8   | 7    | 10   | 214    |
| 9    | Marlies Wagner        | Austria  | 11  | 18  | 10  | 7   | 16   | 6    | 214    |

### Doppio
| Pos. | Nome                                | Nazione  | LAS | MOS | UMH | KIN | VAT1 | VAT2 | Totale |
| ---- | ----------------------------------- | -------- | --- | --- | --- | --- | ---- | ---- | ------ |
| 1    | Patrick Pigneter Florian Clara      | Italia   | 1   | 1   | 2   | 1   | 2    | 3    | 555    |
| 2    | Christian Schopf Andreas Schopf     | Austria  | 2   | 2   | 3   | 3   | 2    | 1    | 495    |
| 3    | Pavel Poršnev Ivan Lazarev          | Russia   | 3   | 3   | 1   | 5   | 5    | 5    | 405    |
| 4    | Aleksandr Egorov Pëtr Popov         | Russia   | 5   | 4   | 6   | 12  | 4    | 2    | 342    |
| 5    | Rupert Brüggler Tobias Angerer      | Austria  | 11  | 6   | 5   | 4   | 11   | 4    | 293    |
| 6    | Björn Kierspel Christian Wichan     | Germania | 8   | 5   | 8   | 7   | 6    | 6    | 285    |
| 7    | Andrzej Laszczak Damian Waniczek    | Polonia  | 7   | 8   | 7   | 8   | 7    | 7    | 268    |
| 8    | Hannes Clara Stefan Gruber          | Italia   | 6   | 7   | 4   | 2   | 0    | -    | 241    |
| 9    | Pavel Sidin Ivan Rodin              | Russia   | 12  | 13  | 12  | 6   | 13   | 13   | 204    |
| 10   | Christian Schatz Gerhard Mühlbacher | Austria  | 10  | 12  | 14  | 14  | 12   | 14   | 184    |

### Coppa nazioni
| Pos. | Nazione  | LAS | MOS | UMH | KIN | VAT1 | VAT2 | Totale |
| ---- | -------- | --- | --- | --- | --- | ---- | ---- | ------ |
| 1    | Italia   | 750 | 727 | 744 | 745 | 577  | 552  | 4095   |
| 2    | Austria  | 667 | 651 | 605 | 626 | 686  | 687  | 3922   |
| 3    | Russia   | 560 | 543 | 565 | 501 | 478  | 529  | 3176   |
| 4    | Germania | 214 | 272 | 220 | 246 | 224  | 205  | 1381   |
| 5    | Polonia  | 159 | 160 | 156 | 145 | 154  | 156  | 930    |
| 6    | Slovenia | 98  | 111 | 109 | 91  | 166  | 133  | 708    |
| 7    | Ucraina  | 79  | 45  | 42  | 105 | 120  | 84   | 475    |
| 8    | Romania  | -   | -   | 77  | 135 | 60   | 56   | 328    |
| 9    | Bulgaria | -   | 75  | 113 | 72  | -    | -    | 260    |
| 10   | Canada   | -   | 64  | 56  | 9   | 19   | 16   | 164    |